# ジョーゼット
ジョーゼット（英: georgette）は非常に薄く、軽く、緩やかに編まれたちりめんの織物。ジョーゼット・クレープ（仏: Georgette crêpe, crêpe Georgette）を略したものであり、20世紀初頭のフランスのドレスメーカーであるジョーゼット夫人 (Georgette de la Plante) にちなんで名付けられた。
当初は絹で、次いでレーヨンや混紡で、現在はしばしば合成繊維の糸で作られる。平織りで織られ、他のちりめん同様、強くより合わせた糸が使われる。その特徴的な縮れた表面は、縦糸・横糸とも、右撚り・左撚りの糸を交互に並べることにより、現れる。

## 使用用途
単色もしくは模様がプリントされ、ブラウス、ドレス、イブニングドレス、縁飾りなどの婦人服関連のほか、舞台や会場の装飾幕としても使われる。

## 関連織物
似たものにシフォンがあるが、ジョーゼットはシフォンよりも弾力があり、光沢は少ない。